# Nils Strindberg

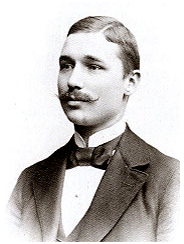
Nils Strindberg

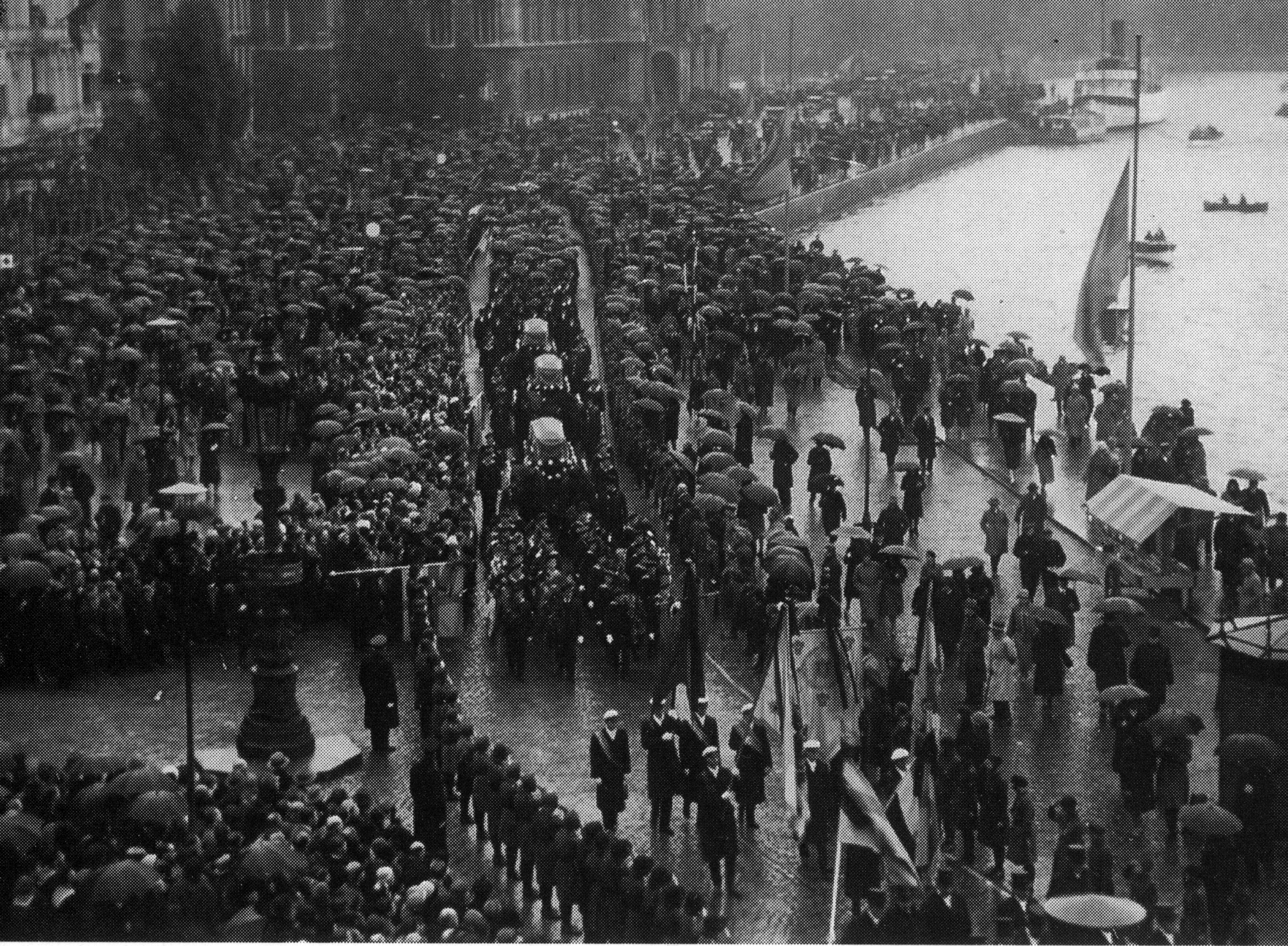
Uroczystości pogrzebowe uczestników wyprawy w październiku 1930 r. w Sztokholmie

Nils Strindberg (ur. 4 października 1872 w Sztokholmie, zm. w październiku 1897 na wyspie Kvitøya w archipelagu Svalbard) – szwedzki inżynier, asystent Królewskiego Instytutu Technicznego w Sztokholmie, fotograf, uczestnik tragicznie zakończonej wyprawy balonowej Andréego na biegun północny w 1897 r..

## Galeria : Fotografie Strindberga z wyprawy

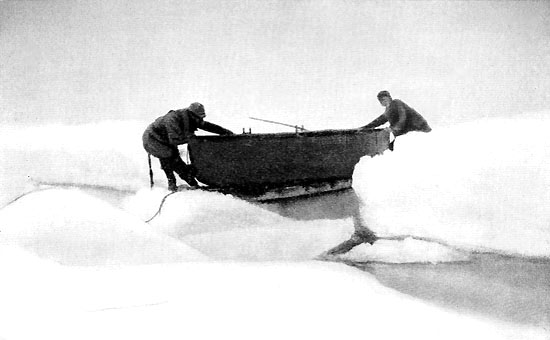
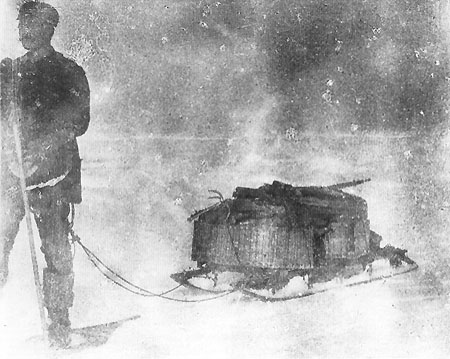